# Лісув (Білобжезький повіт)
Лісув (пол. Lisów) — село в Польщі, у гміні Промна Білобжезького повіту Мазовецького воєводства.
Населення — 261 особа (2011).
У 1975-1998 роках село належало до Радомського воєводства.

## Демографія
Демографічна структура станом на 31 березня 2011 року:
|          | Загалом | Допрацездатний вік | Працездатний вік | Постпрацездатний вік |
| -------- | ------- | ------------------ | ---------------- | -------------------- |
| Чоловіки | 129     | 33                 | 83               | 13                   |
| Жінки    | 132     | 35                 | 70               | 27                   |
| Разом    | 261     | 68                 | 153              | 40                   |